# Eddie Dempsey
Eddie Dempsey (ca. 1982) is een Brits syndicalist en vakbondsbestuurder. Sinds 2025 is hij algemeen secretaris van de transportvakbond National Union of Rail, Maritime and Transport Workers (RMT). Hij volgde Mick Lynch op, onder wie hij van 2021 tot 2025 adjunct-algemeen secretaris was. Dempsey is een socialist, antiracist en antifascist.